# Лојд (Флорида)
Лојд (енгл. Lloyd) насељено је место без административног статуса у америчкој савезној држави Флорида.

## Демографија
По попису из 2010. године број становника је 215.
| Група             | 2000.    | 2010.       |
| Белци             | 0 (0,0%) | 91 (42,3%)  |
| Афроамериканци    | 0 (0,0%) | 112 (52,1%) |
| Азијати           | 0 (0,0%) | 0 (0,0%)    |
| Хиспаноамериканци | 0 (0,0%) | 7 (3,3%)    |
| Укупно            | 0        | 215         |